# Marta Vorbăreața
Marta Vorbăreața (engleză Martha Speaks) este un serial de televiziune animat pentru copii bazat pe cartea pentru copii cu același nume din 1992 de Susan Meddaugh.
Serialul este produs de WGBH-TV din Boston, împreună cu studiourile de animație canadiene DHX Media/Vancouver pentru primele patru sezoane și Oasis Animation pentru ultimele două sezoane. A avut premiera pe 1 septembrie 2008 și s-a încheiat pe 18 noiembrie 2014, cu o durată de 6 ani. Serialul se concentrează în special pe sinonime, fonetică și vocabular, fiecare episod prezentând o temă de bază ilustrată cu cuvinte cheie.
Al doilea sezon a început să fie difuzat pe 14 septembrie 2009. Al treilea sezon a avut premiera pe PBS Kids în data de 11 octombrie 2010, iar cel de-al patrulea sezon a fost difuzat pe 20 februarie 2012. Al cincilea sezon a avut premiera pe 24 iunie 2013, iar ultimul sezon s-a difuzat pe 31 martie 2014.
De la încheierea serialului, reluările au fost difuzate pe PBS Kids.